# Lactans
Dans la mythologie romaine, Lactans (du latin «lactare», allaiter) était une déesse rurale qui protégeait les jeunes fruits, en particulier le grain des céréales lorsqu'il est au stade laiteux. Son nom nous a été transmis par une glose de Servius.
On l'associe aussi à Lacturnus (présent dans La Cité de Dieu de saint Augustin) et Lacturcia, dieu et déesse du blé en grain. Ces divinités ne seraient que des surnoms de dieux lorsque l'on parle de cet attribut en particulier : Ops se cacherait derrière Lactans et Lacturcia alors que Lacturnus ne serait que Saturne.